# Hárs-hegyi-üreg
A Hárs-hegyi-üreg a Duna–Ipoly Nemzeti Parkban lévő Budai-hegységben, Budapest II. kerületében található egyik barlang.

## Leírás
A Nagy-Hárs-hegy csúcsától D-re, a hegy meredek Ny-DNy-i oldalán található kőfejtő meddőhányója alatt, a meddőhányótól kb. 50 m-re DNy-i irányban nyílik. A Szépjuhásznétól a Nagy-Hárs-hegy csúcsára vezető sárga sáv turistajelzés mellett van a bejárata.
A gömbfülkeszerű üreg hegylábi törmelékben, beljebb oligocén homokkőben alakult ki. A barlang végén bukkan elő a felső triász dachsteini mészkő. Régen 2 m átmérőjű és 3 m hosszú volt a barlang, de benne meghúzódó hajléktalanok 6 m hosszúvá és 4–5 m szélessé bővítették.
Előfordul a barlang az irodalmában Hárs-hegyi gömbfülke (Kocsis, Turi 2008), Hárshegyi Kis-barlang (Kordos 1984), Hárshegyi kis barlang (Bertalan 1976), Hárs-hegyi-sziklaüreg (Kordos 1984), Hárshegyi sziklaüreg (Bertalan 1976) és Ságvári ligeti kis barlang (Kordos 1984) neveken is.

## Kutatástörténet
Az 1956-ban megjelent Budai hegyek útikalauz említ egy kis barlangot, amelyet érint a Ságvári-ligettől a sárga négyzet turistajelzésig felvezető kocsiút. A meredek és köves kocsiút a kőbánya közelében vezetett fel a turistaútig. Az 1957-ben kiadott, Budai hegyek útikalauz című könyvben meg van ismételve az 1956-os említés.
Az 1976-ban befejezett, Magyarország barlangleltára című kézirat 32. számú cédulája szerint a Hárshegyi sziklaüreg másik neve Hárshegyi kis barlang. Budapest II. kerületében, a Hárs-hegy csúcsától D–DNy-ra 460 m-re található a barlang. Az üreg bejárata szabad. A barlang hossza 2 m, mélysége pedig 1 m. Mesterséges alábányászás. Lejtőtörmelékben, dachsteini mészkő területen van és jelentéktelen mesterséges üreg. A kézirat barlangra vonatkozó része 1 irodalmi mű alapján lett írva.
Az 1984-ben kiadott, Magyarország barlangjai című könyv országos barlanglistájában szerepel a Budai-hegységben lévő barlang Hárs-hegyi-sziklaüreg néven Ságvári ligeti kis barlang és Hárshegyi Kis-barlang névváltozatokkal. A listához kapcsolódóan látható a Dunazug-hegység barlangjainak földrajzi elhelyezkedését bemutató 1:500 000-es méretarányú térképen a barlang földrajzi elhelyezkedése. 2007-től 2008-ig az Anubisz Barlangkutató Csoport és az Adrenalin Barlangkutató Egyesület kutatták.